# Coullemelle
Coullemelle é uma comuna francesa na região administrativa de Altos da França, no departamento de Somme. Estende-se por uma área de 9,32 km². Em 2010 a comuna tinha 327 habitantes (densidade: 35,1 hab./km²).